# Sierra de Hualfín
Sierra de Hualfín är en ås i Argentina.   Den ligger i provinsen Catamarca, i den norra delen av landet, 1 200 km nordväst om huvudstaden Buenos Aires.
Omgivningarna runt Sierra de Hualfín är i huvudsak ett öppet busklandskap. Runt Sierra de Hualfín är det mycket glesbefolkat, med 2 invånare per kvadratkilometer.